# 폴레셀라 전투
폴레셀라 전투(Battaglia di Polesella)는 이탈리아 전쟁 중에 일어난 캉브레 동맹 전쟁 기간인 1509년 12월 22일 포강에서 발생한 베네치아 공화국과 페라라 공국 사이의 해전이다.

## 전투

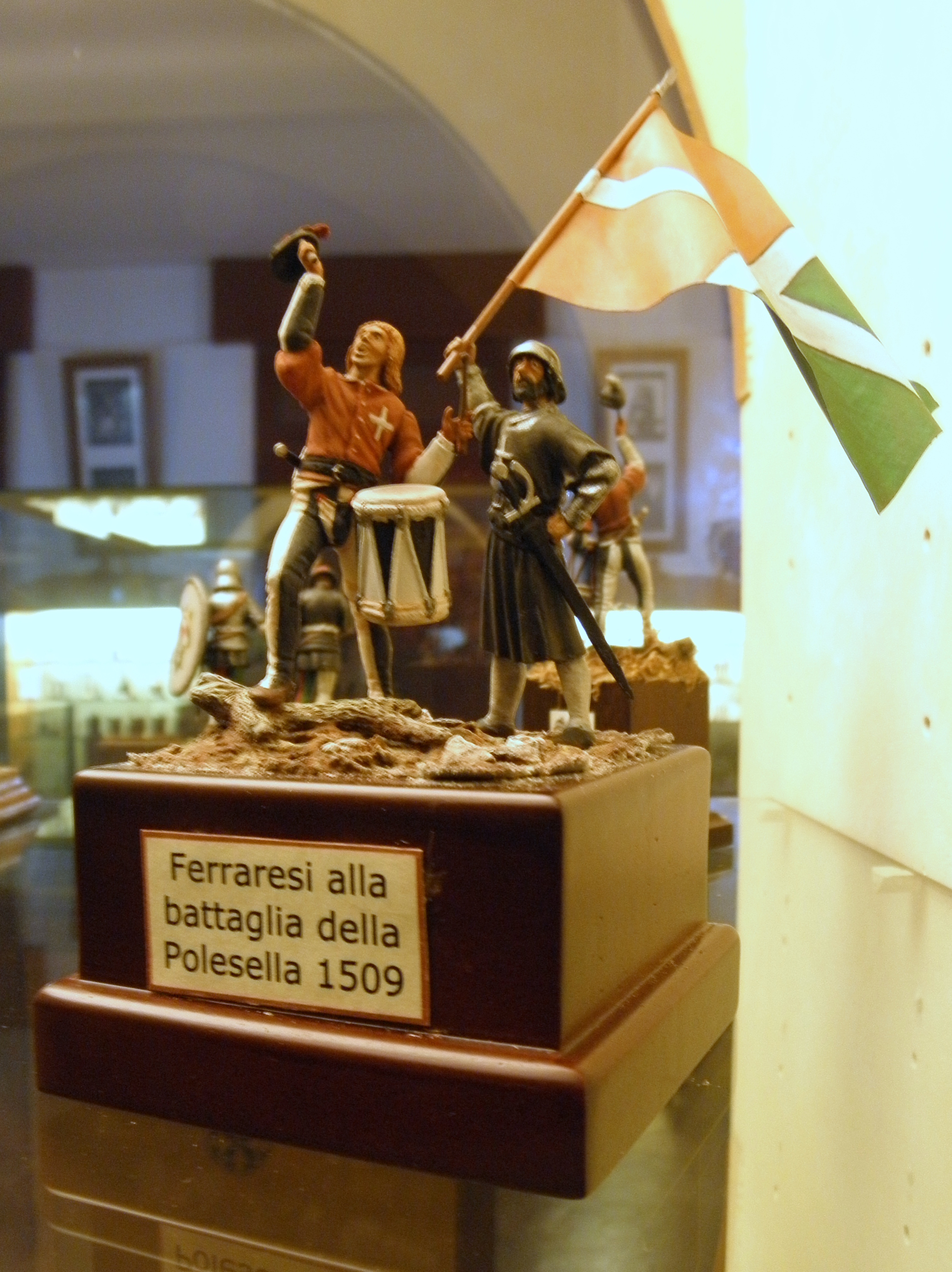
Voghiera, Museo del modellismo storico: 1509년 폴레셀라 전투에서 페라라 병사들의 작은 디오라마.

1509년 베네치아 함대가 포강에 정박하여, 페라라 공국을 공격할 알맞은 때를 기다렸다. 한편 슬라보니아인과 알바니아인 용병 (스트라디오티라고 불리는)들은 페라라에 매일 침범하여, 테러와 게릴라전을 펼쳤다.
포강의 수위가 최고조에 다다르면서 제방 높이에 적들의 갤리선이 올라가기까지 이른 12월 21-22일 밤에, 페라라군은 포강을 따라 그들의 유명한 공성 무기를 배치했고 새벽에 포문을 열었다. 이 갑작스러운 공격으로 말로 표현할 수 없는 혼돈이 일어났고, 많은 배들이 가라앉고 나포당했다. 베네치아의 병사들과 선원들은 물로 달아나려 했으나 붙잡혔고 육지에 도착한 대로 자비 없이 모두 죽임을 당했다. 전투라기 보다는 학살에 가까웠다.
페라라군은 15척의 갤리선과 그밖의 많은 선박들을 나포했다. 베네치아군은 2,000명이 이상이 전사 및 수장당했고 60개 군기를 상실했다.
안젤로 트레비산은 탈출하는데 성공했지만, 그의 파손된 갤리선은 5km밖에 가지 못 하고 가라앉았다. 베네치아로 돌아간 그는 "위법 행위와 부주의" 명목으로 재판을 받았다. 알폰소 1세 데스테 공작은 5일 뒤 페라라로 돌아갔을때, 그의 부인 루크레치아 보르자는 그녀의 시종과 승리로 기뻐한 시민들과 함께 기다리고 있었다.
루도비코 아리오스토는 이 전투를 그의 서사시 《광란의 오를란도》에 묘사했다 (canto 40, 2, vv. 1-4).